# Ar (jednotka plochy)

Ilustrace rozměrů a vztahu aru (malý čtverec) a hektaru (velký čtverec) v metrické soustavě

Ar (z franc. are, pův. z lat. area, plocha; značka a) je jednotka pro plošný obsah. Používá se pro vyjadřování plochy zemědělské půdy a stavebních parcel, tzn. především v zemědělství, lesnictví a pro potřeby katastrů. Tato jednotka je u soustavy SI povolena pouze pro specializované použití.
Ar je obsahem plochy čtverce o straně 10 m, je tedy roven ploše 100 m². Stonásobkem jednotky ar je hektar – plocha čtverce o straně 100 m, je tedy roven ploše 10 000 m². Stonásobkem hektaru je pak kilometr čtvereční km². Neužívá se obdobný název „hektometr čtvereční“ pro hektar ani „dekametr čtvereční“ pro ar.
Slovo ar je odvozené z latinského area = stavební místo, dvůr.

## Převod na další jednotky
- 0,000 1 km²
- 0,01 ha
- 1 a
- 100 m²
- 10 000 dm²
- 1 000 000 cm²
- 100 000 000 mm²
- 1 dam² (dekametr čtvereční)